# CityPark
CityPark (cách điệu: CITYPARK) là sân vận động bóng đá nằm ở St. Louis, Missouri, Hoa Kỳ. Đây là sân nhà của St. Louis City SC, thuộc giải đấu Major League Soccer (MLS). Sân vận động nằm bên cạnh Union Station, khu phố Downtown West.